# 宍道隆慶
宍道 隆慶（しんじ たかよし）は、戦国時代の国人領主、武将。出雲国の戦国大名尼子氏の一門衆。坂口城・姫山城城主。
初め尼子詮久（後の尼子晴久）に仕えてその偏諱（「詮」の字）を受け詮慶（あきよし）、のち大内義隆に属してからはその偏諱（「隆」の字）を受けて隆慶と名乗った。別名として宍道八郎、宍道正隆（まさたか）も伝わる。

## 生涯
天文9年（1540年）、主君・尼子詮久による吉田郡山城の戦いに参戦するが、戦況が不利になったため敗走した。
翌天文11年（1542年）1月11日に、大内義隆は自ら出陣して出雲侵攻を開始。これに呼応した宍道氏は大内側へと寝返る。当初から三沢為清・三刀屋久扶等の出雲国人衆を大内側へと誘っていたものの、出雲国赤穴城の攻略に手間取り、赤穴城攻略後に月山富田城を包囲するも、国人衆らは動揺して尼子方へと帰参してしまい、大内軍は一気に苦境に立たされることとなった。立場が悪くなった隆慶は、大内義隆に従って撤退し、5月25日に山口へと到着した。その後は大内氏家臣として厚遇されている。
天文20年（1551年）に大内氏重臣陶隆房による謀反により大内義隆が自害（大寧寺の変）。その後、大友晴英（大内義長）を大内氏の当主に迎えた陶晴賢（隆房より改名）は、傀儡政権を樹立した。これに隆慶も従うものの、その後の天文11年（1555年）の厳島の戦いで毛利元就に敗れた陶晴賢は自害。同年から毛利氏の防長経略が始まると、大内氏本拠である大内氏館・築山館に隣接する姫山城に籠城したが、大内義長が山口を放棄すると毛利氏に従属した。
永禄5年（1562年）には嫡男の政慶と供に毛利氏の出雲侵攻に加わっており、かつての宍道氏の居城であった鳶ヶ巣城を奪回し、城主に返り咲いた。

## 宍道氏

宍道氏家紋「四つ目結い」

宍道氏は、近江佐々木氏の支流に属する出雲源氏の出で、尼子氏祖となった尼子高久の弟、秀益（ひでます）を祖とする家柄であり、出雲国意宇郡宍道郷（現島根県松江市宍道町）に土着したことが始まりという。室町幕府の外様衆に列せられたため足利将軍家にも直属していた。
宍道氏は西出雲においては塩冶氏と同等の力を持つ勢力であり、出雲統一に向けて動いていた尼子氏にとっても障害であった。その為、父親は尼子経久から婚姻政策で圧力を受ける等していた。だが、その父であった経慶は塩冶興久の乱に加担した為に殺害されている。また第一次月山富田城の戦い以降に、尼子晴久は大内側に寝返った宍道氏や河津氏等を粛清。一族は他国へと追放される等の憂き目にあった。
宍道氏嫡流は、一時弟の宍道九郎が継承する形になったが、九郎も父や兄と同じく尼子義久の代には尼子氏から離反した。なお、隆慶は後に尼子氏当主となる尼子就易の曾祖父にあたる。